# Ralf-Rainer Odenwald

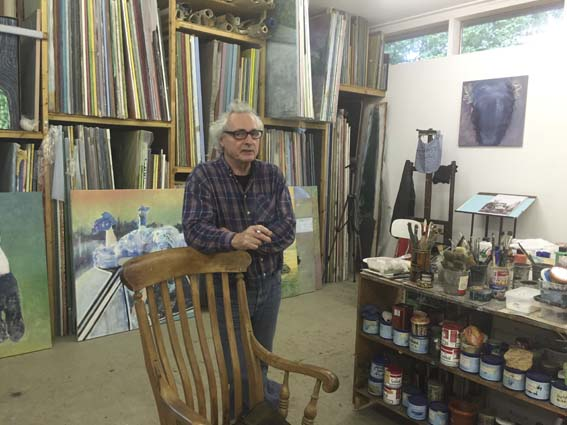
Ralf Rainer Odenwald in seinem Atelier, 2016

Ralf-Rainer Odenwald (* 16. Dezember 1950 in Pforzheim) ist ein deutscher Maler und Goldschmied.

## Leben
Ralf-Rainer Odenwald absolvierte zunächst nach der Schule von 1967 bis 1969 eine Goldschmiedelehre, danach folgte ein Studium für Gestaltung an der Fachhochschule Pforzheim 1969. Von 1970 bis 1976 studierte er an der Hochschule für bildende Künste Hamburg bei Gotthard Graubner, Hans Tiemann und Joseph Beuys. Seit 1977 ist er freischaffender Künstler in Hamburg und Dithmarschen.
Von 1989 bis 1994 nahm Odenwald Lehraufträge für Malerei an den Fachhochschulen für Gestaltung in Darmstadt und Hamburg an. In den Jahren 1995, 1998 und 2008 war er Gastprofessor an der Sommerakademie Pentiment, Hamburg.
Odenwalds Arbeiten befinden sich in öffentlichen und privaten Sammlungen des In- und Auslandes. Er lebt und arbeitet in Schafstedt (Kreis Dithmarschen).

## Werk
Ralf-Rainer Odenwalds Malen beginnt mit der Reduktion der Mittel: Leinwand, Leinöl, Terpentin, Farbpulver, in äußerst sparsamer Materialität verdichteter und destillierter Stoffe, einer mineralischen Welt.

## Auszeichnungen
- 1986: Arbeitsstipendium der Stadt Hamburg
- 2011: Kulturpreis der Stadt Meldorf (Publikumspreis)

## Filme
- Filmporträt des NDR-Fernsehen: Eigentlich bin ich ein Gärtner, 1994
- Beitrag in Kunststreifzüge des NDR-Fernsehen: Unterströmung, 1994

## Einzelausstellungen (Auswahl)
- 1982 Kunstverein Pforzheim (K)
- 1983 Galerie MARZEE, Nijmegen, NL
- 1991 LEKTORIUM, Galerie Kammer, Hamburg (K)
- 1991 Kunstverein Oldenburg (K)
- 1992 Galerie am Steinweg, Passau
- 1992 Galerie Brötzinger Art, Pforzheim
- 1993 CORPUS CALIX Malereiinstallation, Gnadenkirche, Hamburg
- 1994 HANDZEICHEN, ACC Galerie, Weimar (K)
- 1995 Galerie Gardy Wichern, Hamburg
- 1995 Kunstverein Hiddenhausen/Westphalen
- 1996 Galerie MARZEE, Nijmegen, (NL)
- 1996 WAHLVERWANDSCHAFTEN, ACC Galerie, Weimar
- 1996 Galerie Stücker, Kunstverein Brunsbüttel
- 1997 Hauptabteilung Kultur des NDR Fernsehen, Hamburg
- 1997 Künstlerhaus Sootbörn e.V.
- 1998 ARTAQUE, Karlsruhe (mit Andre Tribbensee)
- 1998 Kunst & Co. Flensburg
- 1998 Galerie Koch, Hannover (K)
- 1999 Kunstverein Heide / Holstein (mit S. Kramer)
- 2000 ÜBERGÄNGE, Galerie Ruth Sachse, Hamburg (K)
- 2000 Kunst+Kulturverein, Trier
- 2000 RÄUME, Galerie der Stadt Pforzheim
- 2001 RÄUME, ACC Galerie, Weimar
- 2002 Galerie Koch, Hannover
- 2002 KunstRaum e.V. Drochtersen-Hüll (K)
- 2003 Dithmarscher Landesmuseum, Meldorf
- 2003 Kunstverein LBK, Hamburg
- 2004 Galerie im Reinbeker Schloß, Reinbek
- 2004 Kulturzentrum Marstall, Schloß Ahrensburg (K)
- 2005 Kunstverein Ravensburg (mit Julia Bornefeld)
- 2005 Galerie Renate Kammer, Hamburg
- 2006 Künstlerhaus Sootbörn e.V. Hamburg (mit Julia Bornefeld)
- 2006 Atelier 90°, Kiel (mit Julia Bornefeld)
- 2006 TAGESRAND, Stadtverlies, Kaltern, (Südtirol) (I)
- 2007 „Welträume“, Schloß vor Husum, Nordfriesisches Landesmuseum, Husum (K)
- 2007 Galerie Clemens Thimme, Karlsruhe
- 2008 Kunstforum Unterland, Neumarkt/Bozen, Südtirol (I)
- 2008 Kunstverein Belvederesaal, Wiesbaden
- 2008 Kunsthaus (Lichtenberghaus) Göttingen
- 2008 Städtische Galerie der Stadt Brixen, Südtirol (I) (mit Robert Bosisio)
- 2009 Schauraum Schwarzenbergstrasse, Produzentengalerie, Hamburg-Harburg
- 2010 Kunstverein Husum
- 2011 Galerie Renate Kammer, Hamburg, „Abheben“
- Kunst- und Kulturbaustelle 8001, Flensburg (mit Kerstin Pieper)
- 2012 Kultur.und Bürgerhaus, Marne, „IM BLUES“
- 2013 Museum Zwinger, Buxtehude, „GÖREN“ (K)
- 2014 Galerie Renate Kammer, Hamburg (K)
- 2015 Galerie MARZEE, Nijmegen, NL (mit Winfried Krüger)
- 2016 Künstlerhaus Sootbörn, Hamburg, „Was durch den Kopf geht“
- 2017 Anmut und Zeit: Galerie-W, Hamburg (K)
- 2019 RÄUME UND RÄTSEL,  KBH Marne
- 2020 LUPINALE, Schloß Ludwigslust, Mecklenburg-Vorpommern
- 2021 ZUM 70. DIE NEUSTEN,  Galerie Renate Kammer, Hamburg
- 2022 Schloß Reinbek,  Reinbek bei Hamburg  (K)
- 2022 Kunstforum Pampin, Mecklenburg-Vorpommern (K)
- 2022 STILLE ERREGUNG,  Kunstverein Quickborn
- 2022 DIE GÖREN,2.Lupinale, Galerie Zitadelle, Dömitz
- 2024 STIMMEN,  Galerie Rainer Gröschl, Kiel

(K = Katalog)

## Kunst im öffentlichen Raum
- 1995: „Dialog: Wald – Garten“, Wandbilder Ausbildungsgebäude, Berufsförderungswerk, Hamburg
- 2007: Kunst-Weg-Gais 6 Bildplute zu Oswald von Wolkenstein, Gais, Südtirol, Italien
- 2008: Künstlerviertel Wiesbaden, 1. Preis (mit Julia Bornefeld)

## Publikationen Malerei
- Katalog Malerei 1982 KV Pforzheim
- Katalog Malerei 1990 KV Oldenburg
- Handzeichen, Malerei 1994, ACC Galerie Weimar 1994
- Ralf-Rainer Odenwald: Zufuss – Malerei 1993–1998, Kunst&Co. Flensburg, 1998, ISBN 3-8042-0841-X
- Katalog Gänge, edition KunstRaum, Drochtersen-Hüll, 2002, ISBN 3-936058-04-0
- Reziprok, 1970–2004, Schwartzkopff Buchwerke, 2004, Marstall, Schloss Ahrensburg  ISBN 3-937738-26-6
- Katalog „Zweites Gesicht“ Malerei, Nordfriesisches Landesmuseum, Husum 2007
- Gören, Galerie Renate Kammer, Hamburg 2013,  ISBN 978-3-942831-92-5
- „ZUM 70. DIE NEUSTEN“  Galerie Renate Kammer, Hamburg 2021
- "Da bist du ja...  Kleine Formate  2021,  (Buch a´ 5)
- WERKSCHAU  50 Jahre Gemälde,  1973–2023 (Buch 244 Seiten, 330 Abbildungen)

## Nachweise
1. ↑  Katalog Ralf-Rainer Odenwald, Gören. Verlag Seltmann + Söhne, 2014, ISBN 978-3-942831-92-5, S. 59.
2. ↑  Reichel, Christop in Handzeichen, ACC Galerie Weimar 1994

| Personendaten    | Personendaten             |
| ---------------- | ------------------------- |
| NAME             | Odenwald, Ralf-Rainer     |
| KURZBESCHREIBUNG | deutscher Maler, Künstler |
| GEBURTSDATUM     | 16. Dezember 1950         |
| GEBURTSORT       | Pforzheim                 |